# Въглеродна нанотръба
Въглеродните нанотръби са открита алотропна форма на въглерода. Те са във формата на цилиндрични въглеродни молекули и имат необикновени химични и физически свойства, които ги правят потенциално полезни в голямо разнообразие от приложения в нанотехнологията, електрониката, оптиката и други области на материалознанието. Те демонстрират извънредна якост и уникални електрически свойства и са ефикасни топлопроводници. Синтезирани са и неорганични нанотръби.
Една нанотръба е член на структурното семейство на фулерените, което включва също „футболните топки“ (бъкиболс). Докато „футболните топки“ са сферични по форма, нанотръбата е цилиндрична, като поне единият ѝ край обикновено завършва с полусфера със структурата на футболна топка. Името им произлиза от техния размер, тъй като диаметърът на една нанотръба е от порядъка на няколко нанометра (около 50 000 пъти по-малък от дебелината на човешки косъм), но на дължина те могат да достигнат няколко милиметра. Има два основни вида нанотръби: едностенни и многостенни.
Производството на една нанотръба зависи от приложната квантова химия и по-точно от орбиталната хибридизация. Нанотръбите се съставени изцяло от sp2 връзки, подобни на тези в графита. Тази свързваща структура, по-силна от sp3 връзките в диаманта, дава на молекулите тяхната уникална якост. Нанотръбите се подреждат естествено във „въжета“, държани заедно от вандервалсови сили. Под високо налягане нанотръбите могат да се снаждат, като сменят няколко sp2 връзки за sp3 връзки, правейки възможно получаването на яки нишки с неограничена дължина чрез свързване на нанотръби под високо налягане.
С уникалните си свойства като от 500 до 600 пъти по-голяма устойчивост на натиск на единица маса в сравнение с тази на стоманата, полупроводникови свойства нанотръбите биха имали потенциални приложения в строителството, електрониката, производството на кабели, като батерии, в съхранението на водород, суперкондензаторите, радарните приложения, производството на медицински инструменти и много други непознати и недостижими при сегашните им производствени цени .